# Lipińskie (Miłki)
Lipińskie est un village polonais de la voïvodie de Varmie-Mazurie, dans le powiat de Giżycko.